# بلسکی (شهرستان ملئوزوفسکی، باشقیرستان)
بلسکی (انگلیسی: Belsky, Meleuzovsky District, Republic of Bashkortostan) یک شهرک در شهرستان ملئوزوفسکی استان باشقیرستان کشور روسیه است.